# Дело Артамоновых
«Де́ло Артамо́новых» — роман Максима Горького. Написан в 1925 году в Италии, во время десятилетнего периода эмиграции.
Действие проходит на протяжении полувека, от начала 1860-х годов до революционных событий 1917 года.

## История создания
В «Беседах о ремесле» Горький рассказывал, что он рано познакомился с жизнью почти всех крупнейших купеческих семей в Нижнем Новгороде, так называемых «железных людей», знал жизнь купцов Казани: «В конце восьмидесятых и начале девяностых годов дети „железных“ людей обнаружили весьма заметное тяготение к „ускоренному выходу из жизни“, как написал в предсмертной записке казанский студент Медведев. Застрелилась, приехав из церкви, после венчания, курсистка Латышева, дочь крупного чайного торговца, весёлая и талантливая девушка. В 1888 году в Казани кончили самоубийством, кажется, одиннадцать человек, из них две курсистки, остальные студенты. Позднее в Нижнем застрелился гимназист, сын одного из богатых мельников Башкировых, и было ещё несколько самоубийств. Я отмечал всё это. Выше мною указано, что почти все „дурачки“, „блаженные“ — дети богатых людей. В отрочестве моём я, конечно, не мог наблюдать купеческих детей иначе, как издали, но в середине девяностых годов я уже близко видел их гимназистами, студентами».
Замысел произведения Горький вынашивал ещё с начала 1900-х годов. Вспоминая свои встречи со Львом Толстым в Крыму в конце 1901 — начале 1902 годов в очерке «Лев Толстой», Горький писал: «Я рассказал ему историю трех поколений знакомой мне купеческой семьи, — историю, где закон вырождения действовал особенно безжалостно; тогда он стал возбуждённо дергать меня за рукав, уговаривая: — Вот это — правда! Это я знаю, в Туле есть две таких семьи. И это надо написать. Кратко написать большой роман, понимаете? Непременно! <...> Тот, который идет в монахи молиться за всю семью,— это чудесно! Это — настоящее: вы — грешите, а я пойду отмаливать грехи ваши. И другой — скучающий, стяжатель-строитель, — тоже правда! И что он пьет, и зверь, распутник, и любит всех, а — вдруг — убил,— ах, это хорошо! Вот это надо написать...». По свидетельству А. Н. Тихонова, С. Т. Морозов говорил ему: «Рассказывал я как-то Горькому нашу родословную <...> Ему понравилось. Собирается роман написать и даже название придумал: „Атамановы“. Может выйти поинтереснее Фомы-то Гордеева».
О своем давнем замысле Горький рассказал на Капри Ленину, однако тот посоветовал отложить замысел до революции. В 1930 году он писал Надежде Крупской: «Я сказал, что есть у меня мечта написать историю одной семьи на протяжении ста лет, с 1813 г., с момента, когда отстраивалась Москва, и до наших дней. Родоначальник семьи — крестьянин, бурмистр, отпущенный на волю помещиком за его партизанские подвиги в <18>12 году, из этой семьи выходят: чиновники, попы, фабриканты, петрашевцы, нечаевцы, семи- и восьмидесятники. Он очень внимательно слушал, выспрашивал, потом сказал: „Отличная тема, конечно — трудная, потребует массу времени, я думаю, что Вы бы с ней сладили, но — не вижу: чем Вы ее кончите? Конца-то действительность не дает. Нет, это надо писать после революции, а теперь что-нибудь вроде «Матери» надо бы“.
Осенью 1916 года в журнале «Летопись» было напечатано объявление: «В течение 1917 года в „Летописи“ будет напечатано: Ф. Шаляпин. Автобиография, редактированная М. Горьким <...>; М. Горький. „Атамановы“ (повесть); „Письма к читателям“». Анонс о новом произведении Горького продолжал печататься с января по апрель 1917 года. От этой редакции произведения сохранилось только два листа.
Октябрьская революция заставляет пересмотреть Горького свои взгляды: в 1917 году печатаются «Несвоевременные мысли», а в 1921 году Горький уезжает за границу.
В 1923 году Горький начинает работу над «Делом Артамоновых». В 1925 году Горький закончил произведение, и впервые роман был отдельно издан в начале 1926 года берлинским издательством Kniga. В СССР отрывки романа печатались в журналах «Прожектор» и «Красная новь». Отдельным изданием роман вышел в СССР в 1927 году с обложкой Бориса Кустодиева.

## Сюжет
Примерно через два года после отмены крепостного права Илья Васильевич Артамонов, бывший приказчик князя Георгия Ратского, приезжает с сыновьями Петром и Никитой и племянником Алексеем в небольшой город Дрёмов и собирается открыть фабрику льняного полотна. На прибывших смотрят с подозрением, всячески пытаясь мешать. Только протекция князя помогла выстоять на первом, самом трудном этапе. У Артамоновых появляется дворник Тихон Вялов, бывший землекоп, которого Илья хотел назначить управляющим. Тихон всем кажется интересным из-за своих афоризмов, но Пётр его не любит и считает дураком. 
Илья женит Петра на Наталье, дочери городского старосты Евсея Дмитриевича Баймакова, который умирает вскоре после помолвки. Сам Илья вступает в тайные отношения с его женой Ульяной. Из-за плохой репутации Артамоновых в городе от Натальи уходят подруги, а новый муж с ней почти не общается. Илья и Ульяна требуют от Натальи наследника, но она рожает только дочерей. С ней общается только горбун Никита, который тайно и безнадёжно влюблён в неё. И он, однако, скоро перестаёт с ней общаться. Из-за этого ей кажется, что Никиту приставил к ней муж из ревности, чтобы тот следил за ней. Однажды между Петром и Натальей возникает ссора. Наталья возмущена таким поведением мужа по отношению к ней, в порыве гнева она ругает Никиту: «приставил горбуна проклятого». Всё это слышит Никита. Он пытается покончить с собой и, отказавшись от своей доли в наследстве, уходит в монастырь.
После смерти отца, надорвавшегося на стройке, дело переходит в руки Алексея и Петра. Алексей фабрикой почти не занимается, но Пётр же видит в ней смысл своей жизни, а потому все свои силы он тратит на неё. Пётр угрюм и нелюдим: друзей у него нет, с братьями он общается очень мало, жену почти не замечает, для выражения своих мыслей часто не может найти слов. Единственной радостью в его жизни становится старший сын Илья, которого Пётр видит наследником, но его Пётр отправляет учиться в другой город. Сын после этого очень отдаляется от отца. Он со временем почти перестаёт разговаривать с родителями, но он часто общается с Тихоном и водит дружбу с затравленным «гнилым» мальчиком Павлом Никоновым, который на Петра наговорил Илье, что тот изменяет матери. Радость пропадает из жизни Петра, а Никонова Пётр ненавидит. Однажды он застаёт Никонова в своей бане, занимающегося «детским грехом» и со злости пинает, после чего Никонов умирает. Подошедший Тихон сокрушается о смерти мальчика, говоря, что тот любил залезать на чердак бани, рискуя удариться грудью об угол. Он говорит, что, видимо, ударившись, он и умер. Петра мучает чувство вины. Из-за слов Тихона Пётр думает, что свидетелей не было, и скрывает убийство.  
Однажды Илья приезжает и начинает разговор с отцом: Илья хочет учиться, в то время как Пётр хочет, чтобы он продолжал семейное дело, которое он, Пётр, «тянул как вол». Из-за этого Илья ссорится с отцом, после чего навсегда уезжает. Жизнь Петра постепенно теряет всякий смысл, всё больше он чувствует себя обиженным человеком, всю жизнь отдавшим фабрике. Он злится на жену, на братьев Алексея и Никиту, особенно на Тихона, но виноватого так и не может найти. Тем временем дело всё больше переходит в руки Алексея, а в доме Артамоновых подросшие дети спорят с отцами о политике. Постаревший Пётр Артамонов чувствует себя в доме чужим и отдаёт фабрику в руки младшему сыну Якову, Алексею и его сыну Мирону. Алексей вскоре умирает. Об Илье говорят, что он ушёл в революционеры. 
К Артамоновым приезжает умирающий Никита. После его смерти Пётр полностью отчуждается от внешнего мира, лишь иногда спрашивая, не вернулся ли Илья. Первая мировая война и февральская революция приносят в город волнения. Яков хочет уехать с любовницей за границу, но его убивают в поезде. Дело гибнет.
Однажды Пётр приходит в себя во дворе. Он не может пошевелить ногами и чувствует голод. Он зовёт жену, но приходит Вялов. Около дома Пётр видит людей со штыками и слышит чужие голоса. Артамонов ссорится с Вяловым: Вялов припоминает Артамонову все грехи его семьи, также убийство Павла Никонова, а Артамонов отвечает, что он слишком поздно заговорил. Жена пытается покормить Артамонова найденными огурцом и хлебом, но Артамонов упирается и обвиняет её во всех своих бедах.

## Основные персонажи
- Пётр Ильич Артамонов, владелец фабрики полотна, сын Ильи Васильевича
- Никита Ильич Артамонов (Отец Никодим), его младший брат, монах
- Алексей Ильич Артамонов, племянник Ильи, им усыновлённый, совладелец фабрики
- Наталья Евсеевна Баймакова, жена Петра
- Тихон Вялов, дворник у Артамоновых, бывший землекоп
- Яков Петрович Артамонов, младший сын Петра
- Мирон Алексеевич Артамонов, сын Алексея
- Илья Васильевич Артамонов, основатель фабрики
- Серафим Утешитель, плотник
- Зинаида Серафимовна, дочь его, шпульница на фабрике, любовница Петра
- Ольга Орлова, жена Алексея
- Вера Николаевна Попова

## Критика
Высоко оценил роман эмигрантский критик Дмитрий Святополк-Мирский: «Дело Артамоновых» — несомненно лучший из романов Горького. То, что только маячило в «Фоме Гордееве», «Троих», «Исповеди», «Окурове», теряясь в тумане «разговоров» и богостроительских исканий, теперь предстало во плоти, собранной вокруг прочного костяка. Это подлинно социальный роман, в котором художественная сторона органически соединена с социально-познавательной, и ни та ни другая не господствует. Лучшее качество Горького, изумительная, граничащая с галлюцинацией зрительная убедительность его письма, соединяется с экономностью средств и логичностью постройки, которых со времени его лучших ранних рассказов мы отвыкли ждать от него. <...> Она принадлежит к одной из магистральных традиций русской литературы, к великому ряду обличений русской духовной скудости — «Обломов», «Господа Головлёвы», «Деревня» Бунина. Никто не сравним с Горьким в искусстве создавать атмосферу бессмысленности и ненужности русской жизни. <...> Кажется, что в них Горький вложил всю мучительную 
историю собственных исканий, самую трагическую по своей беспомощной безнадежности драму русской души. Этим безнадёжным блужданием Горький несомненно несет крест за всех нас, скудоверов, толкунов на месте и Хлестаковых духа, и в выявлении наружу этой драмы — символическое значение его личности». После знакомства с романом Мирский пересмотрел отношение к Горькому. Позже, когда Горький вернулся в СССР, Мирский вернулся вместе с ним. 

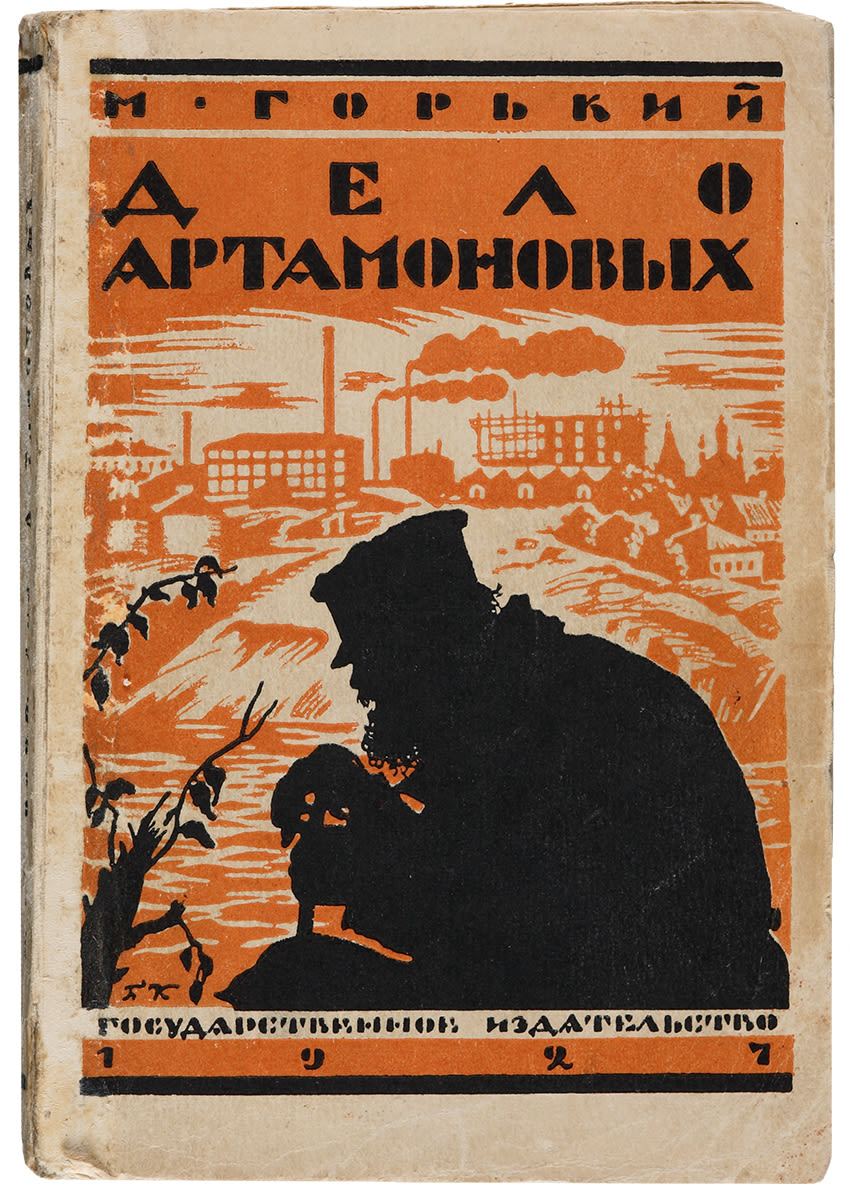
Первое отдельное издание в СССР с обложкой Бориса Кустодиева, 1927 год

Другой эмигрантский критик, Георгий Адамович, оценил мастерство Горького, однако раскритиковал роман за «беспросветность»: «Мрачен и тяжел новый роман Максима Горького. Быт в нем грузен, воздух удушлив. К концу ждешь прояснения, просветления, традиционного «примиряющего аккорда». Но аккорда нет. Роман не кончается, а обрывается. И последнее созвучие в нем едва ли не самое дикое, самое нестройное. <...> Конечно, второй план, второй смысл в романе есть, и, как всякое художественное произведение, роман Горького не исчерпывается рассказанным в нем случаем. Но быт так тяжел, так тленен, что за ним почти ничего не видно. Люди похожи на куски мяса и костей, а душ в них нет. <...> Замысел романа сложен, но едва ли глубок. Печати «вечности» на нем нет, той печати, которая иногда горит на произведениях значительно меньшей художественной силы. А ведь мир – и в частности русский человек – сейчас в искусстве особенно жаден, особенно требователен к бескорыстию, к восторгу, к полету. Поэзия, хотя бы в самом обывательском смысле «поэтичности», ему сейчас особенно дорога. <...> Этот роман написан мастерски, он увлекателен, необычайно целен. Но одушевления, которое объединяет и связывает все наиболее значительное в литературе нашего времени, дрожи и внутреннего «пения» в этом романе нет».
В советской критике встречались как положительные, так и отрицательные отзывы. Так, по мнению В. Г. Вешнева, Горький после революции «приобрел вкус к гиперболическому психологизму Достоевского, к розановщине, к сологубовскому бредовому вымыслу и к пустому андреевскому парадоксу». «Дело Артамоновых» и начало «Жизни Клима Самгина», заявлял Вешнев, «дают новые, еще более многочисленные и еще более убедительные доказательства» этого. С другой стороны, Александр Воронский оценил роман как «полноценный, социально значимый документ о недавнем прошлом». 
Произведение высоко оценил Борис Пастернак: «Взволноваться Вами как писателем особой заслуги не составляет. Проглотить в два долгих вечера „Артамоновых“, не отрываясь, это только естественно для всякого, кто не кривит натурой и не создал себе искусственной чувствительности взамен прирожденной и наличной. Однако эта естественная читательская благодарность тонет у меня в более
широкой признательности Вам как единственному, по исключительности, историческому олицетворению».

## Художественные особенности
После Октябрьской революции Горький пересматривает не только свои взгляды, но и манеру письма: «я слишком увлекаюсь их внешней необычностью, и это делает меня рассказчиком, а не исследователем... тайн человеческой души, загадок жизни». В это время он сближается с модернистским направлением: в произведениях послереволюционного периода отмечают приёмы, близкие модернизму и авангарду, отмечают влияние Достоевского и растущий интерес к человеческой психологии. Наиболее экспериментальными произведениями Горького становятся неоконченная повесть «Сон» и «Жизнь Клима Самгина».
Одним из первых результатов творческих поисков Горького становится цикл рассказов «Рассказы 1922—1924 годов», в котором Святополк-Мирский отметил несвойственный ранее Горькому «очень несвоевременный интерес к человеческой психологии». Хотя «Дело Артамоновых» — более традиционное произведение, в нём тоже использованы приёмы, вызвавшие обвинения в «достоевщине» и «розановщине».
Одну из особенностей романа отметил Адамович в своей рецензии: «Объем романа невелик, задание огромно. Поэтому повествование ведется эпизодами, скачками. Но связь между эпизодами не теряется...»
В романе уделено внимание психологии центрального персонажа, Петра Артамонова:

В «Деле Артамоновых» присутствует прием, почти не употребляемый современными российскими писателями, у которых даже спустя десятилетия, в начале книги и в конце ее, герой говорит одним языком. Если вообще не все герои говорят на общем, не индивидуальном, одинаковом для всех языке. Горький же, описывая изменение в Петре Артамонове, демонстрирует, как меняются его язык, психология, отношение к людям, мышление. Эта метаморфоза совершенно органична, мы видим, что и как влияет на характер героя, как за пятьдесят шесть лет из неповоротливого, почти безмолвного туповатого парня Пётр становится обидчивым, одиноким параноиком.
Еще особенность «Дела Артамоновых» — в авторское повествование попадает лишь то, что Пётр знает, видит, о чем догадывается или знает, но что пытается не заметить, выместить из своего сознания. Фактически в романе нет ни одной реплики, ни одного наблюдения или сцены, которые могли быть не увидены, не услышаны или не додуманы Петром Артамоновым. Горький становится своеобразным внутренним регистратором Петра, не делая выводов, фиксируя не мир самого героя, а мир вокруг героя. Горький подвергает героя психоанализу, заставляя вспомнить обрывки фраз, намеки, интерпретирует массивы информации, проходящие мимо сознания Петра Артамонова. Читатель догадывается о том, куда делся сын Илья или что происходит с невестой Якова, догадывается раньше, чем сам Артамонов.

Удивительным образом само Дело, бизнес, фабрика в книге не описываются вовсе. По контексту мы догадываемся, что фабрика производит льняное полотно, но никакие технологические процессы не описаны. Редкое место в книге, описывающее фабрику изнутри, — краткая ремарка о поведении детей во время экскурсии. В сознании наследника само производство занимает периферийное место. Дело не только не увлекает Петра Артамонова, но погружает его в состояние тоски. Но ведь Дело — это все, что есть у семьи Артамоновых. Откуда такое небрежение? Думаю, что Максим Горький зафиксировал важное явление. Петру Артамонову так же невыносимо быть хозяином фабрики, как и его рабочим трудиться на ней.— Борис Куприянов. «Несвоевременная книга»

## Экранизации
В 1941 году на Мосфильме была снята экранизация романа (реж. Г. Л. Рошаль).
В 1981 году по роману был поставлен одноимённый сериал И. Сорокиной.